# Depresión del Turán
La depresión del Turán, a veces también llamada llanura del Turán o, simplemente, Turáni caguayuqui
(del ruso: Туранская низменность, Turanskaja nizmennosť);  en kazajo: Тұран ойпаты, Tūran ojpaty es una vasta depresión de Asia Central, bañada por los ríos Amu Daria y Sir Daria. El Amu Daria recorre en dirección sureste-noroeste a través de estas tierras bajas. Forma la mayor parte del territorio de Turkmenistán y abarca áreas significativas en Kazajistán y Uzbekistán. 
La depresión está ubicada al este del mar Caspio y el sureste del mar de Aral. Es una de las más grandes extensiones de arena del mundo. De media, la región recibe menos de 381 mm de lluvia por año. El desierto de Karakum queda en la porción meridional de las tierras bajas de Turán. Tres de las más grandes ciudades en la depresión del Turán son: Daşoguz en Turkmenistán, Nukus en Uzbekistán y Urgench, también en Uzbekistán. Vpadina Akchanaya, en Turkmenistán, llega a 81 metros bajo el nivel del mar.

## Importancia para el hombre
La Depresión de Turán, también conocida como Cuenca de Turán o Llanura Turania, es una característica geográfica en Asia Central. Es una región extensa y de baja altitud que se extiende por partes de Kazajistán, Turkmenistán y Uzbekistán.
La Depresión de Turán se caracteriza por su baja elevación y terreno plano, siendo una característica geográfica importante en Asia Central. Está bordeada por los montes Urales al oeste y las montañas Tien Shan y Pamir al sureste.  A lo largo de la historia, la Depresión de Turán ha sido un corredor significativo para la migración humana y el intercambio cultural. Varias tribus nómadas, como los escitas, hunos y mongoles, han atravesado esta región, influenciando la historia y la cultura de Asia Central y regiones vecinas. La posición de la región en la encrucijada de diferentes civilizaciones facilitó el comercio y la interacción cultural entre Oriente y Occidente. Ha sido testigo del surgimiento y caída de varios imperios, incluido el Imperio Persa y varios kanatos turcos.
La Depresión de Turán alberga numerosos sitios arqueológicos que proporcionan información sobre las antiguas civilizaciones que una vez habitaron la región. Estos incluyen asentamientos de la Edad de Bronce, así como restos de ciudades y puestos comerciales de la Ruta de la Seda.
A principios del siglo XXI, la Depresión de Turán sigue siendo importante para la agricultura, especialmente por sus reservas de gas natural y petróleo encontradas en la cuenca del Mar Caspio y las áreas circundantes. Continúa siendo una región de interés geopolítico debido a sus recursos energéticos y ubicación estratégica.

## Arqueología
La Depresión del Turán, alberga numerosos sitios arqueológicos que proporcionan información crucial sobre las antiguas civilizaciones que habitaron la región. Entre estos, se destacan varios asentamientos de la Edad de Bronce y los vestigios de importantes ciudades y puestos comerciales de la Ruta de la Seda. A continuación, se describen algunos de los principales sitios arqueológicos descubiertos en esta región, que revelan el desarrollo cultural, comercial y social de las antiguas poblaciones de Asia Central.
- Arkaim (Kazajistán y Rusia)

Uno de los sitios más importantes de la Edad de Bronce en la Depresión del Turán es Arkaim, ubicado en el sur de los Urales, en la frontera entre Kazajistán y Rusia. Este asentamiento, que pertenece a la cultura Andronovo, data de alrededor del siglo XVIII a. C. Arkaim ha sido descrito como una ciudad fortificada, diseñada con un sistema de calles circulares que se disponen en dos anillos concéntricos. El sitio incluye restos de viviendas, templos y murallas, lo que sugiere que la comunidad que habitaba en Arkaim tenía una estructura social compleja y una organización política avanzada. 
Los eruditos han identificado la estructura de Arkaim como las ciudades construidas «reproduciendo el modelo del universo» descrito en la antigua literatura espiritual indoaria/iraní, los Vedas y el Avesta. La estructura consta de tres anillos concéntricos de muros y tres calles radiales, posiblemente reflejo de la ciudad del rey Yima descrita en el Rigveda. Los muros de los cimientos y las viviendas del segundo anillo están construidos según lo que algunos investigadores han descrito como patrones similares a una esvástica; el mismo símbolo se encuentra en varios artefactos del yacimiento.
Se han encontrado artefactos relacionados con la metalurgia del bronce, cerámica decorada y objetos de uso cotidiano, lo que proporciona información sobre las habilidades artesanales de los habitantes. Arkaim es un claro ejemplo de cómo las sociedades de la Edad de Bronce en la Depresión del Turán eran capaces de crear asentamientos urbanos complejos y bien organizados.
- Merv (Turkmenistán)

La antigua ciudad de Merv, situada en la actual Turkmenistán, fue uno de los grandes centros urbanos a lo largo de la Ruta de la Seda. Su importancia creció a partir del siglo IV a. C. y alcanzó su apogeo durante el período islámico, aunque sus orígenes se remontan a mucho antes. Merv estuvo conectada con las rutas comerciales que atravesaban Asia Central, y su ubicación estratégica la convirtió en un importante punto de intercambio entre las culturas de Persia, China, India y el mundo mediterráneo. 
A lo largo de su historia, Merv fue capital de varias polis. A principios del siglo IX, Merv fue la sede del califa al-Ma'mun y la capital de todo el Islámico al-Ma'mun y capital de todo el califato islámico. Más tarde sirvió como sede de los gobernadores Tahirí de Jorasán. En los siglos XI-XII, Merv fue la capital del Gran Imperio Selyúcida y siguió siéndolo hasta la caída definitiva de éste.  Los selyúcidas establecerían un poderoso imperio que se extendería hasta el Mediterráneo, con Merv como capital. En esta época, Merv se convirtió en un importante centro de ciencia islámica y cultura islámica, atrayendo y produciendo poetas, músicos, médicos, matemáticos y astrónomos de renombre. El gran polímata persa Omar Khayyam Omar Khayyam, entre otros, pasó varios años trabajando en el observatorio de Merv. El geógrafo y viajero persa al-Istakhri escribió sobre Merv: «De todos los países del Irán, este pueblo destacaba por su talento y educación». El geógrafo árabe Yaqut al-Hamawi contó hasta 10 bibliotecas gigantes en Merv, incluida una dentro de una mezquita importante que contenía 12.000 volúmenes. 
Las excavaciones en Merv han revelado una impresionante serie de monumentos arquitectónicos, incluidos restos de murallas, puertas fortificadas, mezquitas, madrazas y mausoleos, que ofrecen una visión de la magnitud y riqueza de la ciudad. Entre los hallazgos más destacados se encuentran frescos, cerámica, monedas y utensilios de lujo, que atestiguan la vitalidad del comercio y las interacciones culturales que tuvieron lugar en la ciudad a lo largo de los siglos.
- Afrasiab (Samarcanda, Uzbekistán)

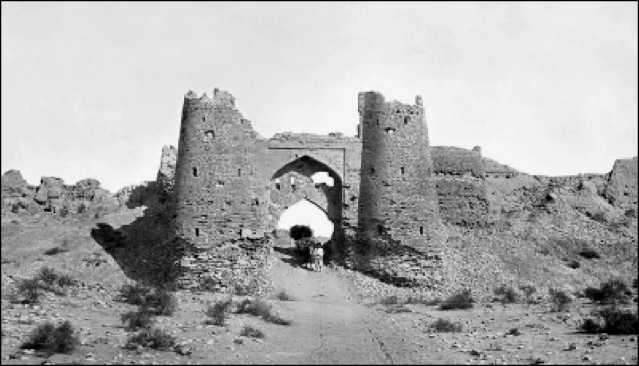
Merv en 1913.

El sitio de Afrasiab, situado cerca de la actual Samarcanda, es otro de los hallazgos más relevantes en la Depresión del Turán. Afrasiab fue una ciudad que floreció entre los siglos VI a. C. y VII d. C. y desempeñó un papel clave en la Ruta de la Seda, actuando como un centro comercial y cultural en la región. Durante las excavaciones, se han descubierto magníficos frescos que muestran escenas de la vida cotidiana, figuras mitológicas y representaciones de las interacciones entre diversas culturas, como la persa, la griega y la india. También se han encontrado fragmentos de cerámica, monedas y objetos de lujo que evidencian la importancia de Afrasiab como un punto de encuentro de diferentes civilizaciones. La ciudad fue, en su momento, una de las principales en Asia Central y fue especialmente conocida por su influencia durante el periodo sasánida y más tarde bajo el dominio islámico.
- Bujará (Uzbekistán)

La ciudad de Bujará, otro sitio fundamental en la Ruta de la Seda, ha sido un crisol de culturas desde la antigüedad. Aunque es más conocida por su auge durante la época islámica, Bujará tiene un legado mucho más antiguo, que se remonta a la Edad de Bronce. Durante el período de la Ruta de la Seda, Bujará se destacó como un centro de intercambio comercial y cultural entre el mundo islámico, India, China y el Imperio Romano. Los restos de esta antigua ciudad incluyen estructuras arquitectónicas significativas, como madrazas, mezquitas y caravansarays, que son testigos del florecimiento de la ciudad como un lugar clave para las caravanas comerciales. Los hallazgos arqueológicos en Bujará incluyen cerámica, textiles, herramientas y artefactos de lujo que indican un alto nivel de sofisticación y una próspera economía basada en el comercio de bienes como seda, especias y metales preciosos.
- Chach (Tashkent, Uzbekistán)

El sitio de Chach, situado en la actual Tashkent, fue otro importante asentamiento en la Depresión del Turán, especialmente relevante durante la era de la Ruta de la Seda. Este sitio muestra una continuidad de ocupación desde la Edad de Bronce hasta la Edad Media, lo que subraya la importancia de la región como punto de tránsito comercial. Las excavaciones en Chach han revelado una variedad de artefactos, incluidos fragmentos de cerámica, monedas y objetos de metal, que indican que la ciudad estaba conectada con las principales rutas comerciales de Asia Central.

## Clima
El clima de la parte septentrional de la cuenca del Turán de Kazajistán es muy continental. El invierno es frío y helado, la capa de nieve es constante y su espesor es de 15-25 cm. Son frecuentes los vientos fuertes. Su media anual es de 5,5 - 6,5 m/s. La precipitación media anual es de 150-300 mm.
La temperatura del aire en enero es de -17°С, en julio -24°С. El clima del sur de la llanura es continental. El invierno aquí es bastante cálido. El espesor de la capa de nieve. 10-15 cm, en el extremo sur no hay manto de nieve permanente. La temperatura del aire en enero es de -5 a -11 °C, los meses de verano son muy calurosos y secos. La temperatura media anual del aire en julio es de 26-29°С. En verano, la superficie de la arena se calienta hasta 80 °C. Cantidad media anual de precipitaciones. Entre 70 y 180 mm. 
En esta parte meridional y suroccidental de la llanura (región del Syr Darya y región occidental de la cresta de Karatauthe) las precipitaciones en primavera y otoño crean condiciones favorables para el crecimiento de las plantas efímeras y efemérides. En cambio, en la parte norte y noreste, por el contrario, las precipitaciones son menores en primavera y mayores en verano, así como el ajenjo, el mangle, etc., adecuados para el crecimiento de las familias de cereales. La temperatura total del aire por encima de los 10 °C en la zona norte es de 32-37 °C, mientras que en las zonas desérticas del sur alcanza 46 °C. La cantidad de evaporación de la superficie del agua aumenta de norte a sur (de 800 a 2000 mm). Dado que la mayor parte de la cuenca del Turán se encuentra en el cinturón desértico y en el desierto, la mayor parte de la cubierta del suelo está formada por suelos grises, grises salinos, grises pálidos y grises arenosos. Sólo el suelo del extremo norte es marrón, marrón pálido. En las partes rocosas de las regiones desérticas se encuentran yermos y oasis.

## Límites
- en el norte - meseta de Turgai
- en el noreste - pequeñas colinas kazajas
- en el este, separado de los desiertos de la cuenca Balkhash - Alakol por el elevado borde oriental del desierto de Betpak-Dala y las montañas Chu-Ili
- en el sureste: las montañas Tien Shan y Pamir-Alai
- en el sur: Kopetdag y las estribaciones de Paropamiz
- en el oeste, la costa oriental del Mar Caspio
- en el noroeste: estribaciones jóvenes y el pie oriental de Mugodzhar

## Geografía
En el Plioceno y el Pleistoceno, el territorio de las modernas tierras bajas de Turanian era el fondo del enorme mar de Turanian, que en ciertos períodos estuvo conectado con los mares de Siberia Occidental, Negro y Severodvinsk. La división del mar de Turan en los modernos mares Caspio y Aral ocurrió haceunos 2000 a 3000 años.
En la llanura de Turan no hay ríos que fluyan permanentemente, los ríos que parten de las montañas (Amu Darya, Syrdaryo, Zarafshan, Ili, Chu, Murgob, Tajan, etc.) llegan a la llanura. Hay lagos tectónicos, antropogénicos (Arol, Balkhash, Sarikamish, Aydarkol, Dengizkol, etc.). La llanura de Turan es rica en aguas subterráneas, pero la mayor parte es salina. En la base de la placa de Turan y en algunos macizos de arena había agua dulce subterránea. En los ríos que discurren por su territorio se construyeron embalses (Tuyamoin, Tajan, Sariyoz, Hovuzkhan, Yolotan) y canales ( Karakum, Amu-Bujará, etc.). 
Los suelos terrenos de color marrón grisáceo, grises, arenosos, áridos, de pradera, salados, de regadío agrícola. La mayoría son salados y poco ricos en humus. La Llanura de Turan posee diversos recursos naturales (minerales,  forraje para el ganado, tierra). Los minerales incluyen petróleo, gas, oro, fosforita y materiales de construcción.

## Flora y fauna
La cubierta vegetal es escasa, el ajenjo, el shora, el juzgun, la acacia arenosa, la efímera y otras plantas cultivadas comunes se cultivan en oasis adaptados a la composición del sustrato en condiciones de sequía. 
El mundo animal es diverso, animales adaptados a vivir en condiciones áridas. Se han creado varias reservas naturales (Amudaryo, Badaytokai, Bokhiz, Borsakelmas, Hasankoli, Repetek, Ustyurt, Kyzylkum, Kaplonqir). 
El bosque de Saxaul (Haloxylon persicum y Haloxylon ammodendron(syn. H. aphyllum)) es uno de los ecosistemas más característicos y significativos de los fríos desiertos invernales de Turán. Estas dos únicas especies del género Haloxylon, endémico de Asia Central, forman una vegetación leñosa a gran escala en zonas arenosas, en toda la región turaniana, desde Turkmenistán, Uzbekistán hasta Kazajistán. Según Rachkovskaya (2003), el área de distribución natural de ambas especies es de unos 500.000 km². El bosque de Saxaul es el ejemplo más significativo de secuestro y almacenamiento de carbono en ecosistemas desérticos.